# Rose-Marie Desruisseau
Rose-Marie Desruisseau, née en 1933 à Port-au-Prince et morte en 1988 est une artiste peintre haïtienne.

## Biographie
Rose-Marie Desruisseau nait en 1933 à Port-au-Prince. Encore adolescente, elle intègre en 1948 le Centre d'art de Port-au-Prince malgré l’opposition de ses parents. Elle y travaille le dessin.
Dix ans plus tard, elle poursuit à l’Académie des Beaux-Arts (devenue l’École nationale des Arts), où elle étudie les techniques de peinture. Puis elle travaille dans l’atelier du peintre Pétion Savain. Elle se consacre ensuite à raconter en peinture l'histoire de son pays, réalisant trente-quatre tableaux en quinze ans sur ce thème,.
À partir des années 1960, elle commence à s'intéresser au vaudou qu'elle étudie auprès de Jean Fouchard. Elle pratique cette religion dont elle devient une prêtresse mambo. En 1973, elle organise une exposition intitulée Autour du Poteau Mitan. Elle meurt en 1988. Lors de ses obsèques, elle reçoit exclusivement des funérailles de rite vaudou. Son œuvre est en partie consacrée à cette religion.

## Expositions
- 1998 : Haïti : Femmes et création, Bibliothèque municipale de Nantes, France[7].
- 1976 : Gouverneur de la rosée, Galerie Nader, Port-au-Prince[7].
- 1974 : Le vaudou chez cinq peintres haïtiens, Institut français d'Haïti, Port-au-Prince[7].
- Afro-american Artists, Howard University, Washington D.C
- Women artists of caribbean and afro-american artistist, Art Gallery, Washington D.C[7].
- Festival de la jeunesse francophone, Québec, Canada[7].
- 1960 : Cédor, Desruisseau, Lazare, Galerie brochette, Port-au-prince[7].
- 1963 : Jeune artistes d'aujourd'hui, Salon Esso, Port-au-Prince (solo)[7]
- 1964 : 13 femmes peintres, Institut français d'Haïti, Port-au-Prince[7].
- 1965 : Orientation, Institut français d'Haïti, Port-au-Prince.(solo)[7].
- 1985 : Ateliers Jean-rené Jérôme, Port-au-Prince[7].
- 1982 : Hommage à Bernard Wah, Institut d'haïti, Port-au-Prince[7].